# Budynek IBM w Seattle

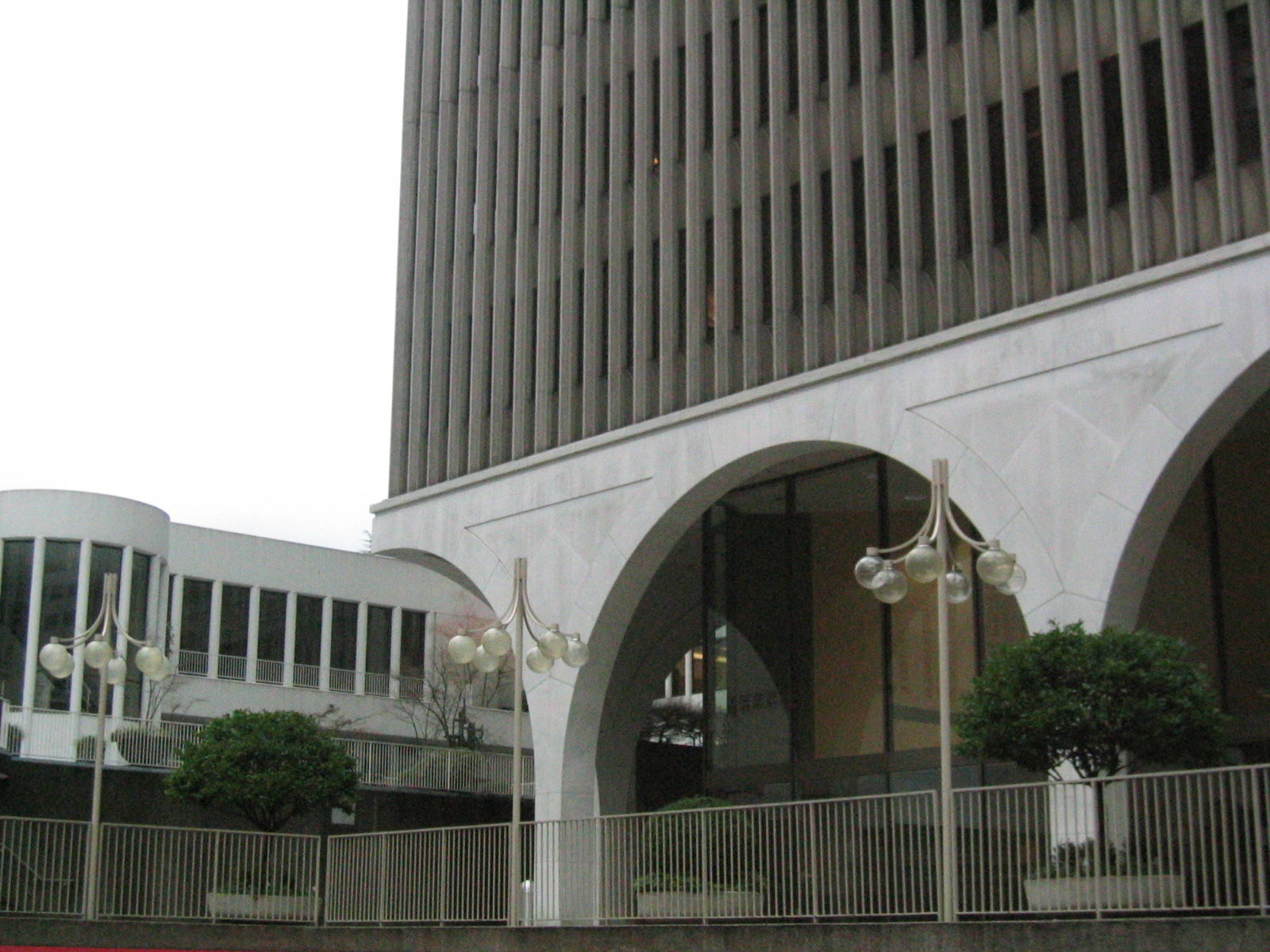
zdjęcie budynku z innej perspektywy

Budynek IBM w Seattle – 20-piętrowy wieżowiec mieszczący się przy Piątej Alei 1200 (1200 Fifth Avenue) w Seattle. Jego budowa została ukończona w roku 1964. Projektantem budynku był Minoru Yamasaki, architekt znany z projektów takich budynków jak World Trade Center czy Rainier Tower.